# Ulata argentina
Ulata argentina är en skalbaggsart som beskrevs av Saylor 1945. Ulata argentina ingår i släktet Ulata och familjen Melolonthidae. Inga underarter finns listade i Catalogue of Life.